# Кларк Вандерсал Полінг
Кларк Вандерсал Полінг (англ. Clark Vandersall Poling; нар. 7 серпня 1910, Колумбус — пом. 3 лютого 1943, Атлантичний океан) — протестантський міністр-методист (Реформатська церква Америки), капелан, лейтенант Корпусу капеланів армії Сполучених Штатів. Він був одним з Чотирьох капеланів, який пожертвував своїм життям, щоби врятувати інших солдатів під час потопання військового транспорту «СС Дорчестер» під час Другої світової війни.

## Життєпис
Полінг народився в Коламбусі штату Огайо. Батько — Даніель Альфред Полінг (*1884-†1968), євангелістський міністр. Матір — Сьюзен Джейн Вандерсал (*1882-†1918). Він був вихований в Обурндейлі штату Массачусетс, де відвідував Громадську школу Уїтні. У нього були брати Данила і сестри Марія, Єлизавета. Його мати померла в 1918 р.; його батько одружився в 1919 р. і почав сповідувати баптизм, став служителем. Сім'я переїхала в м. Паукіпсі штату Нью-Йорк. І Кларк Полінг відвідував Оквудську школу, де він займався ще футболом.
Після закінчення школу він навчався в Коледжі Надії в штаті Мічиган, а потім — в Університеті Рутгерса в штаті Нью-Джерсі, де навчання завершив у 1933 році. Потім він навчався в Єльській школі богослов'я, де навчання закінчив у 1936 році.
Згодом він зайняв посаду пастора Першої реформатської церкви в м. Скенектаді штату Нью-Йорк, де він оселився зі своєю дружиною Елізабет Юнг та їхнім сином Кларком («Коркі»). — Дочка Сьюзен Елізабет народилася через три місяці після його смерті.
На початку війни 1941 р. він ступив на службу в якості армійського капелана, як колись його батько служив капеланом під час Першої світової війни. Спочатку він у транспортному полку в штаті Місісіпі.

## Загибель
Наприкінці 1942 р. він був переведений в табір Мейлз Стендіш в Таунтон штату Массачусетс, і навчався у Школі капеланів при Гарвардському університеті. Там він познайомився з колегами капелланами Джорджом Ленсінгом Фоксом, Джоном Патріком Вашингтоном та Олександром Девідом Гудом. У січні 1943 р. капелани вступили на борт судна «СС Дорчестер», що через Ґренландію мав переправити понад 900 солдатів до Сполученого Королівства.
2 лютого 1943 р. німецький підводний човен U-223 на ходу влучив у корабель поціливши торпедою, що вдарила у судно «СС Дорчестер» після опівночі. Сотні чоловіків поспішили на рятувальні шлюпки, хоча деякі рятувальні човни були пошкоджені. А четверо капеланів почали організовувати порятунок наляканих новобранців, солдат. Капелани роздавали рятувальні жилети, і кожен з капеланів віддав іншим солдатам свої рятувальні жилети через нестачу. Коли не вистачило човнів для спасіння, капелани молилися з тими, хто не міг уникнути занурення корабля. Через 27 хвилин після удару торпеди, судно «СС Дорчестер» затонуло, хоча на борту залишалося 672 особи. Останні, хто бачив чотири капелани свідчили, що ті стояли взявшись за руки у молитві разом.

## Вшанування
Чотири капелани були нагороджені Хрестом «За видатні заслуги» у 1944 р. та «Пурпурне Серце», отримали національне визнання за мужність та самопожертву.
Капела на їх честь була присвячена 3 лютого 1951 року президентом Гарі С. Труменом в Благодійній баптистській церкві Філадельфії. Медаль «Чотирьох капеланів» була заснована актом Конгресу 14 липня 1960 р., і посмертно була представлена їхніми родинам секретарем армії Уілбером М. Брукером в Форті Майєр штату Вірджинія, 18 січня 1961 р.. Посмертно — Медаль Перемоги у Другій світовій війні.
Пам'ять його відзначається святковим днем разом з іншими чотирма капеланами на літургійному календарі єпископальної церкви США 3 лютого.
Найвища точка міста Дірінг, раніше відома під назвою Вульф-Гіл («Вовча гора», висотою в 1570 футів), була перейменована на «Кларк Саміт» на честь Кларка Полінга, і встановлена меморіальна дошка відповідно цієї події перейменування. Саме це місце, де колись була сімейна земля, яку Кларк вважав «спокійним місцем», куди він часто їздив, щоб замислитися перед прийняттям рішень в його житті; де Кларк вирішив стати протестантським пастором.